# Goran Jurak
Goran Jurak (Celje, 4 aprile 1977) è un ex cestista sloveno.
Giocava come ala grande.

## Carriera
Ha preso parte all'All Star game sloveno dal 1999 al 2002.
È membro della nazionale slovena.
Ha giocato in Italia con Sicc Cucine Jesi (2004-05), Vertical Vision Cantu (2005-06) e Climamio Bologna (2007). Dal 2007 al 2008 è un giocatore dello Žalgiris Kaunas. Nell'ottobre 2008 firma un accordo bimestrale con opzione per il resto della stagione con la Pallacanestro Biella, per sostituire l'infortunato Trent Plaisted.
Il 28 luglio del 2010 l'Angelico Biella ufficializza il suo ingaggio. Nel 2013 passa allo Zlatorog Laško.
Con la Slovenia ha disputato i Campionati mondiali del 2006 e due edizioni dei Campionati europei (2003, 2005).

## Palmarès
- Campionato lituano: 1

Žalgiris Kaunas: 2007-08
- Coppa di Slovenia: 1

Union Olimpija: 2003
- Coppa di Lituania: 1

Žalgiris Kaunas: 2008
- Lega Baltica: 1

Žalgiris Kaunas: 2007-08